# Stora Hoparegränd

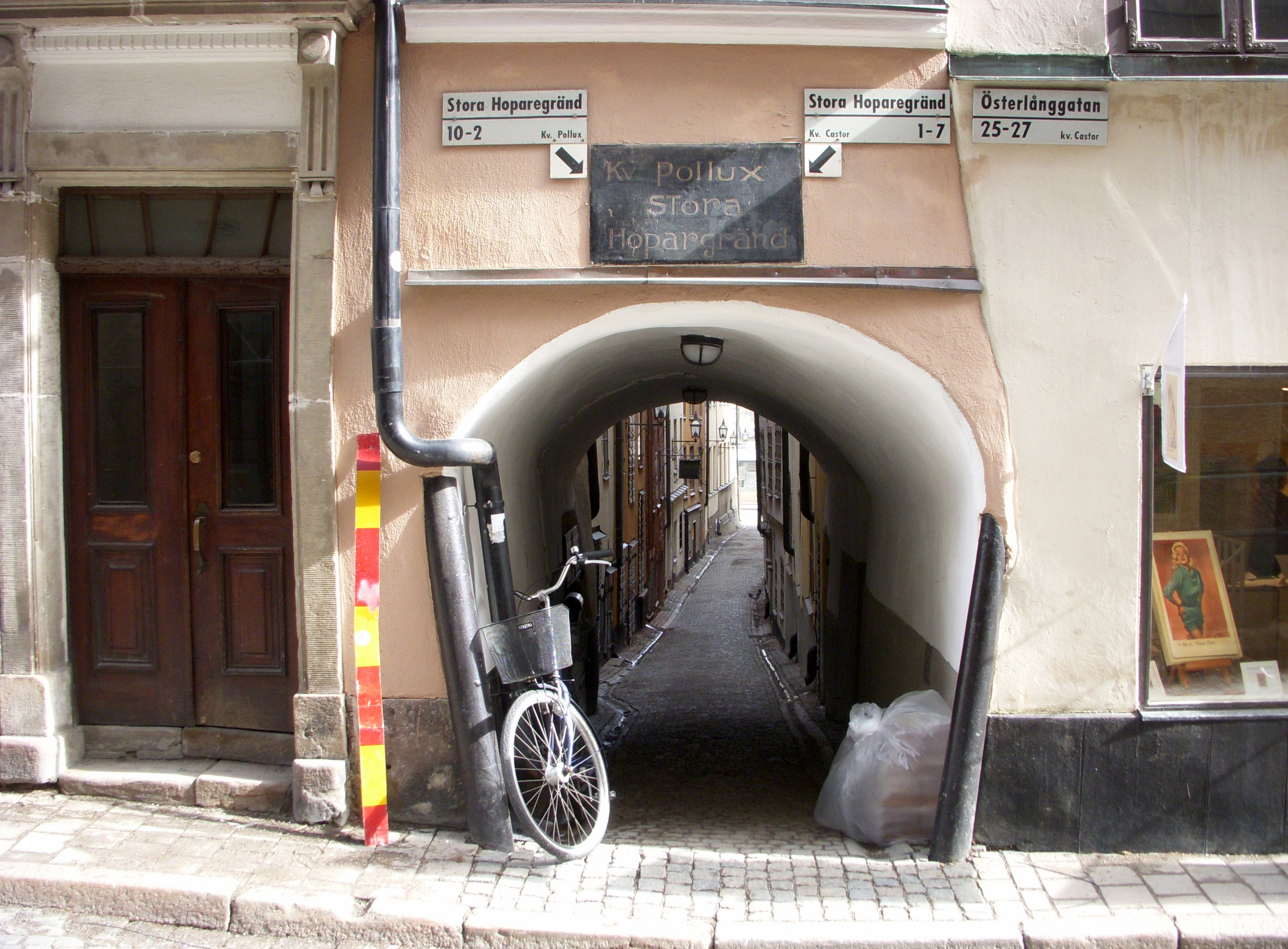
Stora Hoparegränd från Österlånggatan.

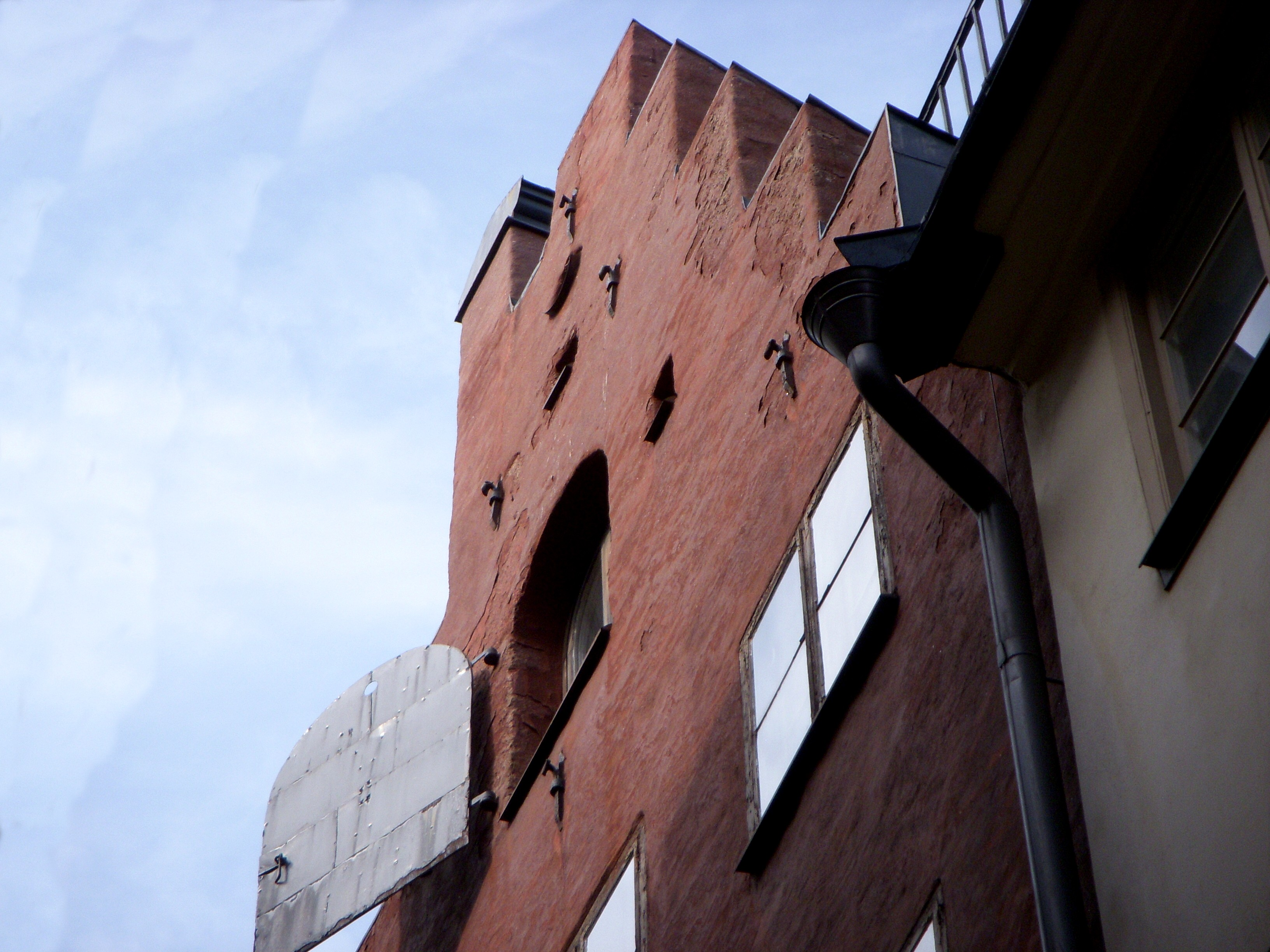
Vindragarlagets hus med sin unika trappgavel.

Stora Hoparegränd är en gränd i Gamla stan i Stockholm. Den går mellan Skeppsbron och Österlånggatan. Från Österlånggatan når man gränden via ett lågt valv. Mot norr ligger kvarteret Pollux och mot söder kvarteret Castor.
Stora Hoparegränd har fått sitt namn från Michel Hopare (eller Hoper) efter vilken en gränd i stadens östra del var benämnd redan 1550. Samme mans änka omtalas 1566 då hon stod i ett hus i ”salig Michel Hopares gränd”. Då det finns två gränder med nästan samma namn, Lilla Hoparegränd och Stora Hoparegränd, är det ovisst vilken det gäller. Hopare var ett familjenamn med holländskt ursprung. Hopare var även en yrkesbeteckning, sannolikt med betydelsen "tunnbindare" eller "tillverkare av tunnband".
Vid Stora Hoparegränd 6, i Pollux 11 ligger Vindragarlagets hus. Byggnaden, som är ett statligt byggnadsminne, uppfördes mellan 1585 och 1602, ombyggdes cirka 1640 och moderniserades 1747. Huset har kvar Stockholms enda bevarade trappgavel med hissanordning och lastöppning.
Mot Skeppsbron 22, i Pollux 1 ligger Hobelinska huset, uppfört 1670, förmodligen efter Nicodemus Tessin den äldres ritningar för handelsmannen Johan Paul Hobelin. 
Mot Skeppsbron 24, i Castor 1 finns Dångerska huset, som var ett av de första husen som uppfördes längs den nyanlagda paradgatan. Handelsmannen Robert Rind var den förste som fick sin lagfart den 6 november 1630 och han lät uppföra huset i enkel renässansstil.